# 46 до н. е.

## Події
- Гай Юлій Цезар (втретє) і Марк Емілій Лепід — консули Римської республіки.
- Утворено римську провінцію Фракію.

## Народились
- Публій Квінтілій Вар — римський воєначальник і політичний діяч у період правління імператора Августа.

## Померли
- Верцингеторикс — вождь гальського племені арвернів.
- Квінт Цецилій Метелл Пій Сципіон Назіка — військовий та політичний діяч Римської республіки, прихильник Гнея Помпея Великого.
- Луцій Афраній — політичний та військовий діяч Римської республіки, помпеянець.
- Луцій Манлій Торкват — політичний та військовий діяч Римської республіки, претор 49 року до н. е.
- Марк Порцій Катон Молодший — давньоримський політичний діяч, правнук Марка Порція Катона Старшого (цензора).
- Фавст Корнелій Сулла — політичний та військовий діяч Римської республіки, квестор.